# Saab 9-2X
De Saab 9-2X is een personenauto van het Zweedse automerk Saab. De 9-2X werd samen met de identieke Subaru Impreza in Japan geproduceerd in de Ota Gunma-fabriek van Fuji Heavy Industries.
Op het eerste gezicht verschillen de twee modellen nauwelijk van elkaar, al zijn alleen het passagiersgedeelte en de deuren hetzelfde. Saab wijzigde de spatborden, motorkap, achterklep, verlichting en de bumpers. Het interieur werd grotendeels overgenomen van de Impreza. Dit leverde de wagen de bijnaam Saabaru op.
De 9-2X was de eerste Saab met permanente vierwielaandrijving en boxermotoren. De basismotor was een 2,5-liter viercilinder boxermotor met een vermogen van 123 kW (165 pk). De Aero, het topmodel van de 9-2X, werd aangedreven door een 2,0-liter boxer turbomotor met een vermogen van 169 kW (227 pk). Deze versie had ook een sperdifferentieel op de achteras voor een betere tractie en een beter rijgedrag.
Het voertuig werd exclusief aangeboden in Noord-Amerika, waar het Saab-modellengamma moest uitgebreid worden met een kleiner en goedkoper model. In Europa werd de 9-2X niet officieel verkocht.
Eind 2005 verkocht General Motors, het toenmalig moederbedrijf van Saab, zijn belang in Fuji Heavy Industries aan Toyota. Dat betekende het einde van de samenwerking en in 2006 dus ook het einde van de 9-2X na slechts twee modeljaren.

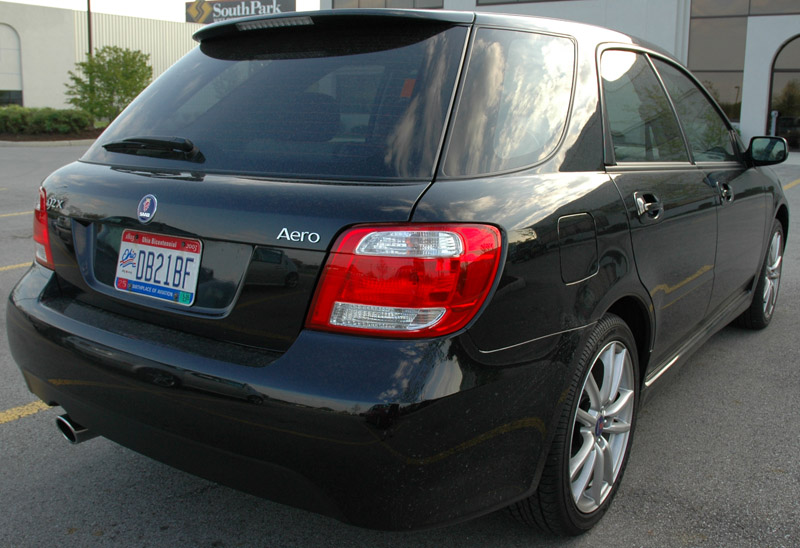
Saab 9-2X, achteraanzicht
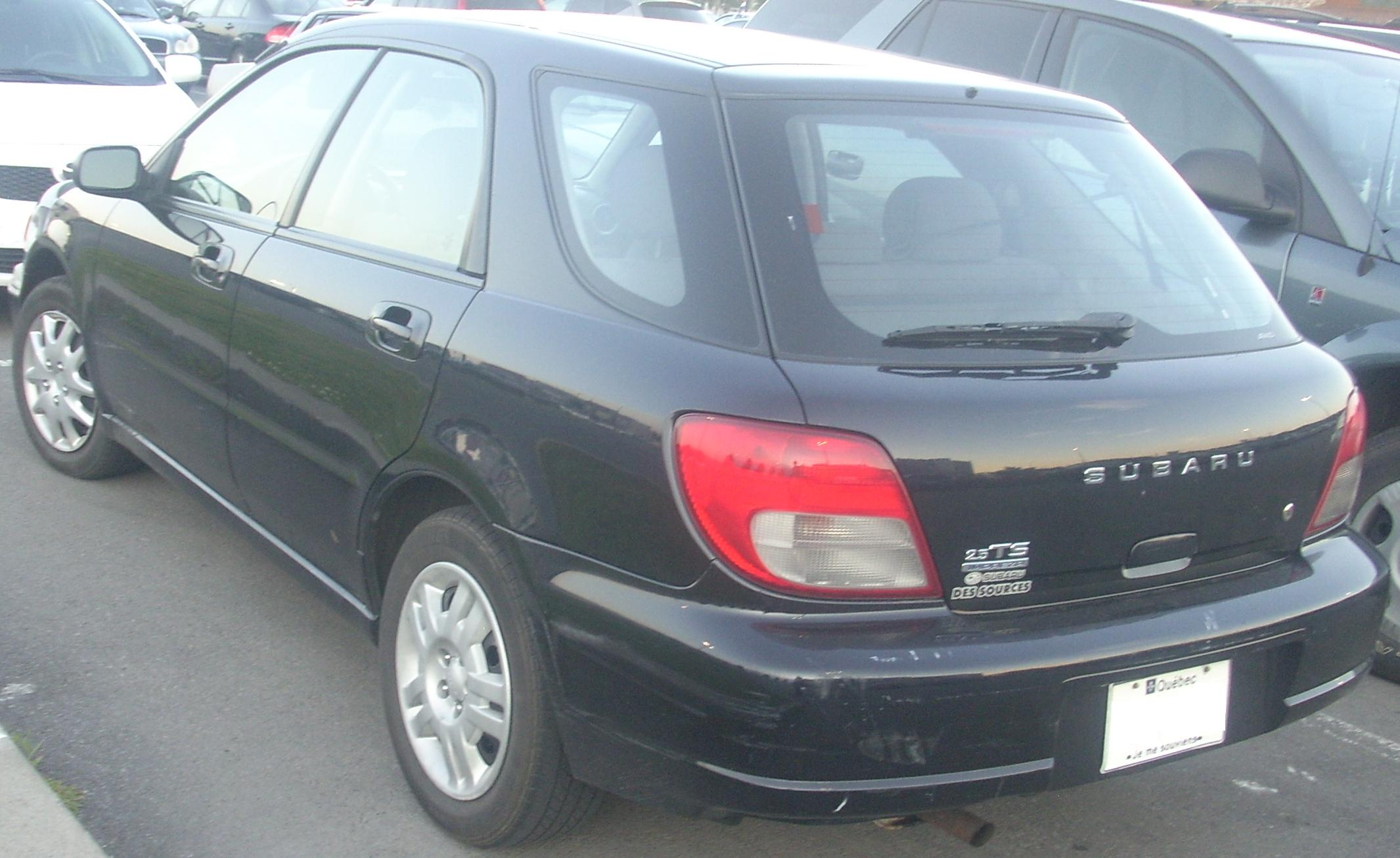
Subaru Impreza, achteraanzicht
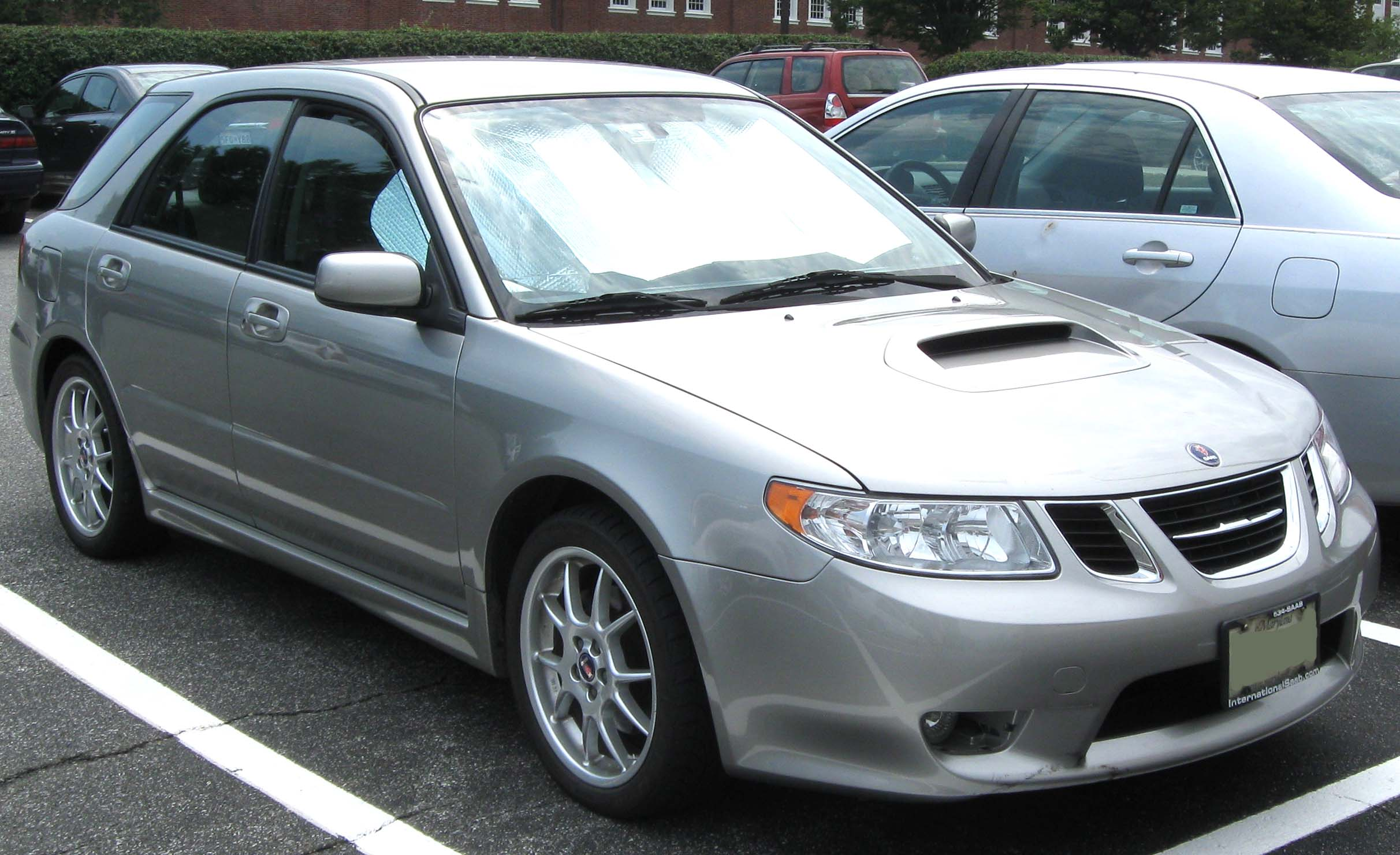
Saab 9-2X Aero, vooraanzicht
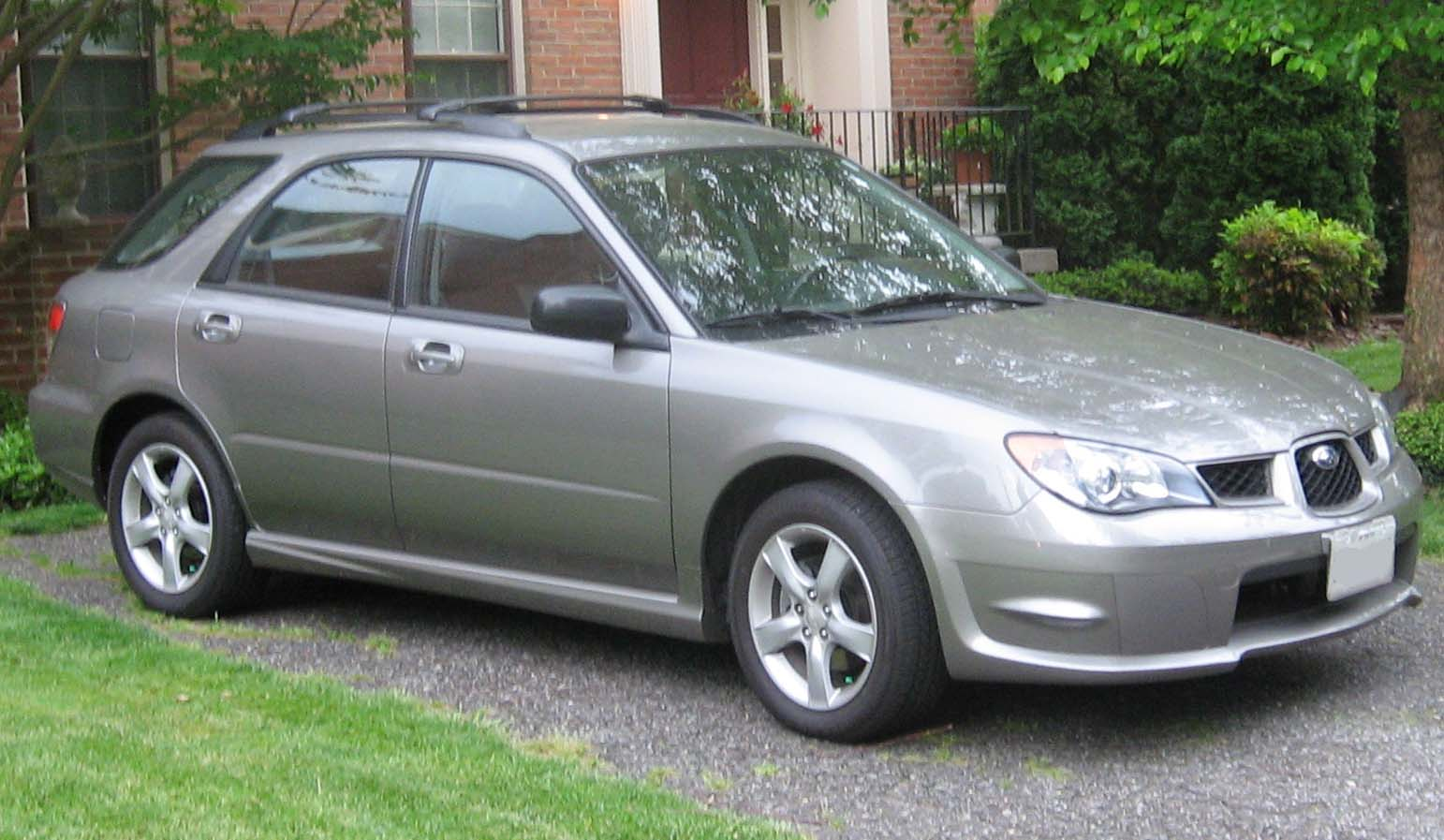
Subaru Impreza, vooraanzicht
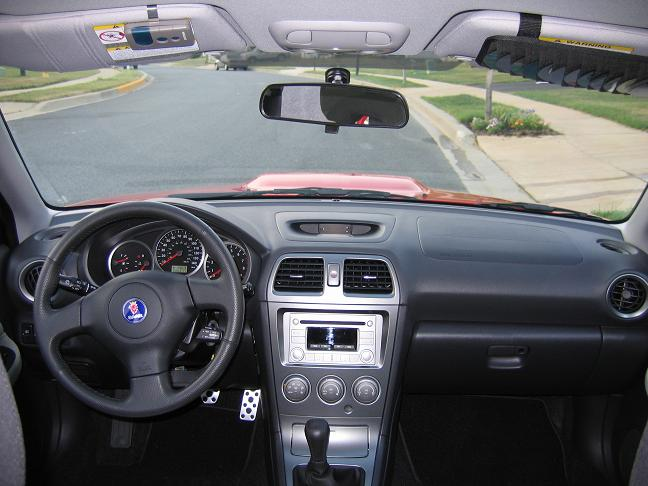
Saab 9-2X, interieur

Vroegere modellen:
92001 · 
92 · 
93 · 
Sonnett I · 
95 · 
96 · 
Sonnett II · 
Sonnett III · 
99 · 
90 · 
600 · 
900 · 
9000 · 
9-3 · 
9-5 ·
9-4X · 
9-7X
Voormalig geplande modellen:
9-1/9-2 · 
9-6X
Conceptmodellen:
Aero-X · 
9-X